# Distrito de Jajpur
Jajpur (en oriya: ଯାଜପୁର ଜିଲ୍ଲା) es un distrito de la India en el estado de Orissa. Código ISO: IN.OR.JP.
Comprende una superficie de 2885 km².
El centro administrativo es la ciudad de Jajpur.

## Demografía
Según censo 2011 contaba con una población total de 1826275 habitantes, de los cuales 900 217 eran mujeres y 926 058 varones.